# Scolopendra mima
Scolopendra mima är en mångfotingart som beskrevs av Chamberlin 1942. Scolopendra mima ingår i släktet Scolopendra och familjen Scolopendridae.
Artens utbredningsområde är Venezuela. Inga underarter finns listade i Catalogue of Life.